# Quercus chungii
Quercus chungii és una espècie de roure que pertany a la família de les fagàcies i està dins del subgènere Cyclobalanopsis, del gènere Quercus.

## Descripció
Quercus chungii és un arbre perennifoli que creix fins als 15 m d'altura. Les branques vellutades, convertint-se en glabres.
Les fulles 6-10 x 1,5-4 cm, el·líptiques estreta o àmpliament lanceolades, subcuriàcies; abundant toment marró a sota de la fulla (8-10 - ratlles estelades pèls), especialment en la part basal, base arrodonida o lleugerament cuneades, àpex agut punxegut; marge denticulada prop de l'àpex, poques vegades sencer (aleshores no revoluta), amb 10-15 parells de venes secundàries prominents només al revers de la fulla i venes terciàries evidents al revers de la fulla. El pecíol és de color marró gris, vellutat, d'1-2 cm. Les inflorescències de les flors femenines d'1,5-2 cm, densament tomentoses, amb 4 estils lliures gairebé fins a la base. Les glans són globoses, en tots dos extrems estan aplanats. Les glans fan 1,5 cm de diàmetre, vellutades, 2-6 junts sobre peduncles curts. La tassa de la gla és poc profunda, de 2 mm de gruix, que cobreix només la base de la nou, tant a dins com fora de color marró gris tomentós. Les escates en 5-7 anells concèntrics, gris pubescents, marge basal bicrenulat.

## Distribució i hàbitat
Quercus chungii creix a les províncies xineses de Fujian, Guangdong, Guangxi, Hunan i Jiangxi, als boscos muntanyencs perennifolis de fulla ampla, en vessants i a les valls, entre els 200 i 800 m.

## Taxonomia
Quercus chungii va ser descrita per Franklin Post Metcalf i publicat a Lingnan Science Journal 10(4): 481, fig. p. 491. 1931.
Etimologia
Quercus: nom genèric del llatí que designava igualment al roure i a l'alzina.
chungii: epítet atorgat pel botànic xinès Hsin-Hsuan Chung.